# Kalinovik
Kalinovik (in serbo Калиновик) è un comune della Repubblica Serba di Bosnia ed Erzegovina con 2 240 abitanti al censimento 2013.